# Louis-Jean Guyot

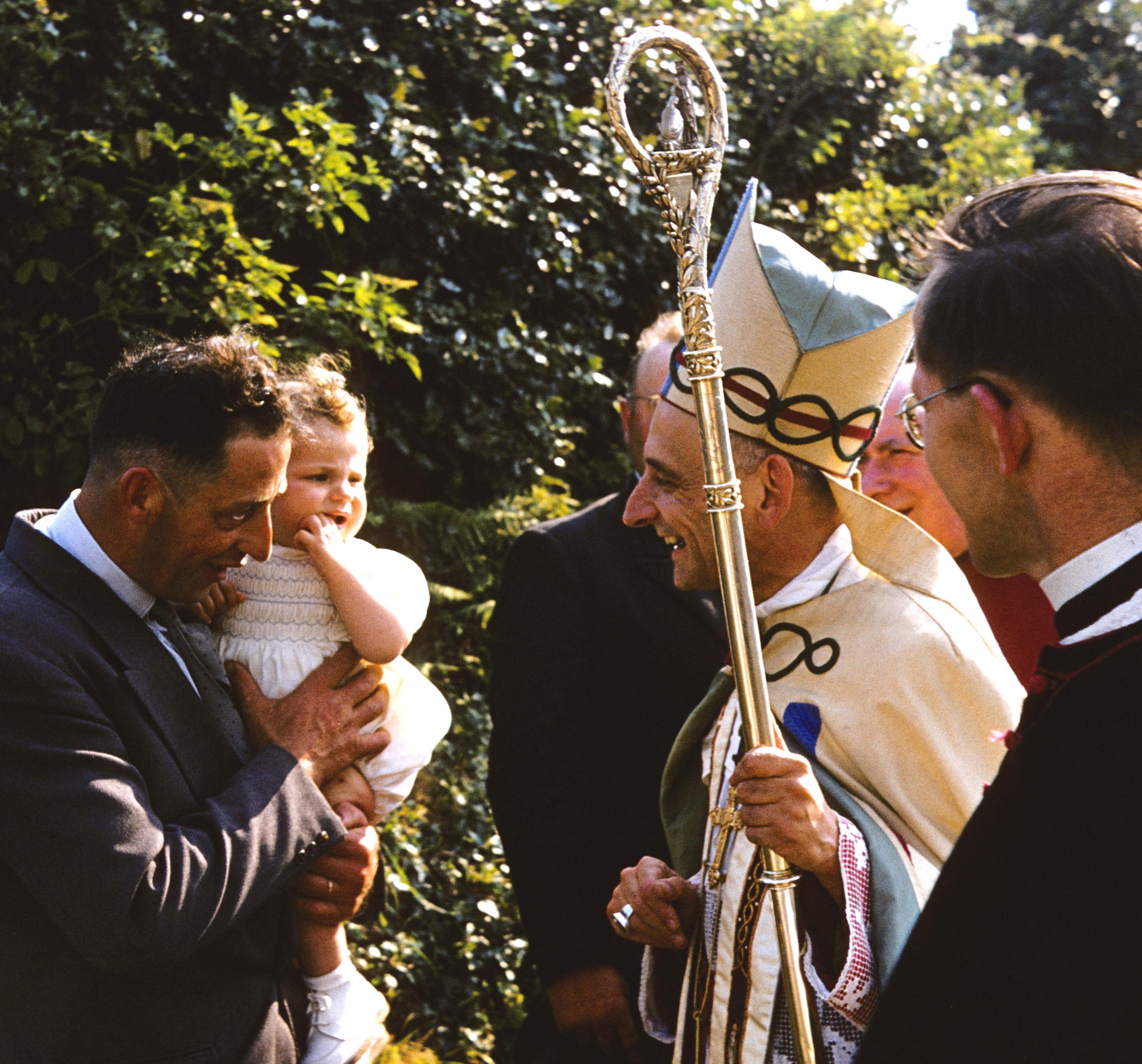
Jean-Louis Guyot als Bischof von Coutances

Kardinalswappen

Louis-Jean Frédéric Kardinal Guyot (* 7. Juli 1905 in Bordeaux, Frankreich; † 1. August 1988 ebenda) war Erzbischof von Toulouse.

## Leben
Louis-Jean Guyot studierte in Bordeaux und Rom die Fächer Katholische Theologie und Philosophie. Er empfing am 29. Juni 1932 das Sakrament der Priesterweihe und arbeitete anschließend als Seelsorger in verschiedenen Gemeinden des Bistums Bordeaux. Er engagierte sich besonders in der Jugendpastoral und gründete ein Priesterseminar für Spätberufene. Von 1944 bis 1949 leitete er als Generalvikar die Verwaltung des Erzbistums Bordeaux.
Papst Pius XII. ernannte ihn 1949 zum Titularbischof von Helenopolis in Palaestina und zum Koadjutorbischof im Bistum Coutances. Die Bischofsweihe spendete ihm am 4. Mai 1949 der damalige Erzbischof von Bordeaux und spätere Kardinal Maurice Feltin.
1950 wurde Guyot Bischof von Coutances. Louis-Jean Guyot nahm in den Jahren 1962 bis 1965 am Zweiten Vatikanischen Konzil teil. Papst Paul VI. übertrug ihm 1966 die Leitung des Erzbistums Toulouse und nahm ihn am 5. März 1973 als Kardinalpriester mit der Titelkirche Sant’Agnese fuori le mura in das Kardinalskollegium auf. Kardinal Guyot nahm am August- und Oktoberkonklave 1978 teil.
Papst Johannes Paul II. nahm am 16. November 1978 sein Rücktrittsgesuch an. Kardinal Guyot starb am 1. August 1988 in Bordeaux und wurde in der Kathedrale von Toulouse bestattet.